# Líder do Partido Conservador (Reino Unido)
O líder do Partido Conservador (oficialmente o líder do Partido Conservador e Unionista ) lidera o Partido Conservador Britânico como seu membro mais antigo. A atual titular do cargo é Liz Truss, que foi eleita para o cargo a partir de 5 de setembro, após sua vitória nas eleições para a liderança do partido. Truss renunciou ao cargo de líder em 20 de outubro de 2022, apenas 45 dias após ser eleito. Outro líder substituirá Truss em 28 de outubro. Até então, ela permanece titular.
Desde a formação do partido em 1834 até 1922, o líder do Partido Conservador não era um cargo formal; em vez disso, havia um líder partidário em cada câmara do Parlamento, e eles eram considerados iguais, a menos que um tivesse precedência sobre o outro, como quando um estava servindo como primeiro-ministro. Após a aprovação da Lei do Parlamento de 1911, a redução do poder na Câmara dos Lordes sugeriu que o líder conservador na Câmara dos Comuns seria preeminente, mas esse fato não foi formalizado até 1922.
Desde 1922, um líder do Partido Conservador é eleito formalmente, mesmo quando o partido é da oposição. Originalmente, o líder do partido foi nomeado de forma opaca por outros membros de alto escalão do partido. Esse processo foi gradualmente democratizado no final do século XX; em 1965, a nomeação estava vinculada à votação dos deputados partidários e, em 1998, o processo foi aberto a todos os partidários para decidir entre os dois últimos candidatos selecionados pelos parlamentares.
De acordo com as regras do partido, os membros podem votar na liderança conservadora mesmo que não sejam cidadãos britânicos, não vivam no Reino Unido e não tenham o direito de votar nas eleições gerais do Reino Unido.
Em setembro de 2022, três dos líderes do partido eram mulheres: Margaret Thatcher, Theresa May e Liz Truss, todas como primeira-ministra.

## Líderes gerais do partido (1834-1922)
| Líder geral (Birth–death)                                        | Retrato             | Constituinte / título                                             | Tomou posse             | Deixou o escritório                        | Prime Minister (term) | Prime Minister (term) |
| ---------------------------------------------------------------- | ------------------- | ----------------------------------------------------------------- | ----------------------- | ------------------------------------------ | --------------------- | --------------------- |
| Sir Robert Peel (1788–1850)                                      |                     | Tamworth                                                          | 18 de dezembro de 1834  | 29 de junho de 1846                        |                       | ele mesmo 1834–35     |
| Sir Robert Peel (1788–1850)                                      | Melbourne 1835–41   | Tamworth                                                          | 18 de dezembro de 1834  | 29 de junho de 1846                        |                       |                       |
| Sir Robert Peel (1788–1850)                                      | ele mesmo 1841–46   | Tamworth                                                          | 18 de dezembro de 1834  | 29 de junho de 1846                        |                       |                       |
| Edward Smith-Stanley 14º Conde de Derby from 1851 (1799-1869)    |                     | Barão Stanley (1846-1851) Conde de Derby (1851-1868)              | 29 de junho de 1846     | 27 de fevereiro de 1868                    |                       | Russel 1846–52        |
| Edward Smith-Stanley 14º Conde de Derby from 1851 (1799-1869)    | ele mesmo 1852      | Barão Stanley (1846-1851) Conde de Derby (1851-1868)              | 29 de junho de 1846     | 27 de fevereiro de 1868                    |                       |                       |
| Edward Smith-Stanley 14º Conde de Derby from 1851 (1799-1869)    | Aberdeen 1852–55    | Barão Stanley (1846-1851) Conde de Derby (1851-1868)              | 29 de junho de 1846     | 27 de fevereiro de 1868                    |                       |                       |
| Edward Smith-Stanley 14º Conde de Derby from 1851 (1799-1869)    | Palmerston 1855–58  | Barão Stanley (1846-1851) Conde de Derby (1851-1868)              | 29 de junho de 1846     | 27 de fevereiro de 1868                    |                       |                       |
| Edward Smith-Stanley 14º Conde de Derby from 1851 (1799-1869)    | ele mesmo 1858–59   | Barão Stanley (1846-1851) Conde de Derby (1851-1868)              | 29 de junho de 1846     | 27 de fevereiro de 1868                    |                       |                       |
| Edward Smith-Stanley 14º Conde de Derby from 1851 (1799-1869)    | Palmerston 1859–65  | Barão Stanley (1846-1851) Conde de Derby (1851-1868)              | 29 de junho de 1846     | 27 de fevereiro de 1868                    |                       |                       |
| Edward Smith-Stanley 14º Conde de Derby from 1851 (1799-1869)    | Russel 1865–66      | Barão Stanley (1846-1851) Conde de Derby (1851-1868)              | 29 de junho de 1846     | 27 de fevereiro de 1868                    |                       |                       |
| Edward Smith-Stanley 14º Conde de Derby from 1851 (1799-1869)    | ele mesmo 1866–68   | Barão Stanley (1846-1851) Conde de Derby (1851-1868)              | 29 de junho de 1846     | 27 de fevereiro de 1868                    |                       |                       |
| Benjamin Disraeli 1º Conde de Beaconsfield from 1876 (1804-1881) |                     | Buckinghamshire (1868–1876) Conde de Beaconsfield (1876-1881)     | 27 de fevereiro de 1868 | 19 de abril de 1881 (morreu no escritório) |                       | ele mesmo 1868        |
| Benjamin Disraeli 1º Conde de Beaconsfield from 1876 (1804-1881) | Gladstone 1868–74   | Buckinghamshire (1868–1876) Conde de Beaconsfield (1876-1881)     | 27 de fevereiro de 1868 | 19 de abril de 1881 (morreu no escritório) |                       |                       |
| Benjamin Disraeli 1º Conde de Beaconsfield from 1876 (1804-1881) | ele mesmo 1874–80   | Buckinghamshire (1868–1876) Conde de Beaconsfield (1876-1881)     | 27 de fevereiro de 1868 | 19 de abril de 1881 (morreu no escritório) |                       |                       |
| Benjamin Disraeli 1º Conde de Beaconsfield from 1876 (1804-1881) | Gladstone 1880–85   | Buckinghamshire (1868–1876) Conde de Beaconsfield (1876-1881)     | 27 de fevereiro de 1868 | 19 de abril de 1881 (morreu no escritório) |                       |                       |
| Robert Gascoyne-Cecil 3º Marquês de Salisbury (1830-1903)        |                     | Marquês de Salisbury                                              | 23 de junho de 1885     | 11 de julho de 1902                        |                       | ele mesmo 1885–86     |
| Robert Gascoyne-Cecil 3º Marquês de Salisbury (1830-1903)        | Gladstone 1886      | Marquês de Salisbury                                              | 23 de junho de 1885     | 11 de julho de 1902                        |                       |                       |
| Robert Gascoyne-Cecil 3º Marquês de Salisbury (1830-1903)        | ele mesmo 1886–92   | Marquês de Salisbury                                              | 23 de junho de 1885     | 11 de julho de 1902                        |                       |                       |
| Robert Gascoyne-Cecil 3º Marquês de Salisbury (1830-1903)        | Gladstone 1892–94   | Marquês de Salisbury                                              | 23 de junho de 1885     | 11 de julho de 1902                        |                       |                       |
| Robert Gascoyne-Cecil 3º Marquês de Salisbury (1830-1903)        | Rosebery 1894–95    | Marquês de Salisbury                                              | 23 de junho de 1885     | 11 de julho de 1902                        |                       |                       |
| Robert Gascoyne-Cecil 3º Marquês de Salisbury (1830-1903)        | ele mesmo 1895–1902 | Marquês de Salisbury                                              | 23 de junho de 1885     | 11 de julho de 1902                        |                       |                       |
| Arthur Balfour (1848-1930)                                       |                     | Leste de Manchester ( 1902-1906 ) Cidade de Londres ( 1906-1911 ) | 11 de julho de 1902     | 13 de novembro de 1911                     |                       | ele mesmo 1902–05     |
| Arthur Balfour (1848-1930)                                       | C.- 1905–08         | Leste de Manchester ( 1902-1906 ) Cidade de Londres ( 1906-1911 ) | 11 de julho de 1902     | 13 de novembro de 1911                     |                       |                       |
| Arthur Balfour (1848-1930)                                       | Asquith 1908–16     | Leste de Manchester ( 1902-1906 ) Cidade de Londres ( 1906-1911 ) | 11 de julho de 1902     | 13 de novembro de 1911                     |                       |                       |
| David Lloyd George (1916–22)                                     |                     |                                                                   |                         |                                            |                       |                       |
| Andrew Bonar Law (1858–1923)                                     |                     | Bootle (1916-1918) Centro de Glasgow (1918-1921)                  | 10 de dezembro de 1916  | 21 de março de 1921                        |                       | 1921-1922             |

## Líderes do partido (1922-presente)

### Ex-líderes partidários vivos
Há oito ex-líderes do partido vivos. Do mais velho ao mais novo:
| Líder             | Mandato   | Data de nascimento             |
| ----------------- | --------- | ------------------------------ |
| Michael Howard    | 2003–2005 | 7 de julho de 1941 (83 anos)   |
| John Major        | 1990–1995 | 29 de março de 1943 (82 anos)  |
| John Major        | 1995–1997 | 29 de março de 1943 (82 anos)  |
| Iain Duncan Smith | 2001–2003 | 9 de abril de 1954 (71 anos)   |
| Teresa May        | 2016–2019 | 1 de outubro de 1956 (68 anos) |
| William Haia      | 1997–2001 | 26 de março de 1961 (64 anos)  |
| Boris Johnson     | 2019–2022 | 19 de junho de 1964 (60 anos)  |
| David Cameron     | 2005–2016 | 9 de outubro de 1966 (58 anos) |
| Liz Truss         | 2022      | 26 de julho de 1975 (49 anos)  |
| Rishi Sunak       | 2022–2024 | 12 de maio de 1980 (45 anos)   |

## Líderes da Câmara dos Lordes e dos Comuns

### Líderes na Câmara dos Lordes (1834-presente)
Os asteriscos foram considerados o líder geral do partido.
- O Duque de Wellington : 1834-1846
- Lord Stanley (14º Conde de Derby de 1851): 9 de março de 1846 - 27 de fevereiro de 1868 *, eleito em uma reunião do partido
- O Conde de Malmesbury : 1868-1869, nomeado pelo primeiro-ministro Disraeli
- The Lord Cairns : 1869-1870, eleito em uma reunião do partido

| Portrait | Leader                                                                    | Term of office    | Term of office    | LOTO                     | Other ministerial offices held as Leader of the House of Lords |
| -------- | ------------------------------------------------------------------------- | ----------------- | ----------------- | ------------------------ | --- |
|          | The Duke of Richmond and Lennox                                           | 26 February 1870  | 21 August 1876    | 1870–1874                | – Lord President of the Council (21 February 1874 – 28 April 1880) |
|          | The Earl of Beaconsfield*                                                 | 21 August 1876    | 19 April 1881     | 1880–1881                | – Prime Minister (20 February 1874 – 21 April 1880) – Lord Keeper of the Privy Seal (12 August 1876 – 4 February 1878) |
|          | The Marquess of Salisbury*                                                | 9 May 1881        | 12 July 1902      | 1881–1885 1886 1892–1895 | – Prime Minister (23 June 1885 – 28 January 1886) – Foreign Secretary (24 June 1885 – 6 February 1886) – Prime Minister (25 July 1886 – 11 August 1892) – Foreign Secretary (14 January 1887 – 11 August 1892) – Prime Minister (25 June 1895 – 11 July 1902) – Foreign Secretary (29 June 1895 – 12 November 1900) – Lord Keeper of the Privy Seal (12 November 1900 – 11 July 1902)              |
|          | The Duke of Devonshire                                                    | 12 July 1902      | 10 October 1903   |                          | – Lord President of the Council (29 June 1895 – 19 October 1903) – President of the Board of Education (3 March 1900 – 8 August 1902) |
|          | The Marquess of Lansdowne                                                 | 10 October 1903   | 10 December 1916  | 1905–1915                | – Foreign Secretary (12 November 1900 – 4 December 1905) – Minister without Portfolio (25 May 1915 – 10 December 1916) |
|          | The Earl Curzon of Kedleston (1st Marquess Curzon of Kedleston from 1921) | 10 December 1916  | 20 March 1925     | 1924                     | – President of the Air Board (15 May 1916 – 3 January 1917) – Lord President of the Council (10 December 1916 – 23 October 1919) – Foreign Secretary (23 October 1919 – 22 January 1924) – Lord President of the Council (3 November 1924 – 20 March 1925) |
|          | The Marquess of Salisbury                                                 | 27 April 1925     | 17 June 1931      | 1929–1931                | – Lord Keeper of the Privy Seal (6 November 1924 – 4 June 1929) |
|          | The Viscount Hailsham                                                     | 17 June 1931      | 7 June 1935       | 1931                     | – War Secretary (5 November 1931 – 7 June 1935) |
|          | The Marquess of Londonderry                                               | 7 June 1935       | 22 November 1935  |                          | – Lord Keeper of the Privy Seal |
|          | The Viscount Halifax                                                      | 22 November 1935  | 21 February 1938  |                          | – Lord Keeper of the Privy Seal (22 November 1935 – 28 May 1937) – Lord President of the Council (22 May 1937 – 9 March 1938) |
|          | The Earl Stanhope                                                         | 21 February 1938  | 14 May 1940       |                          | – President of the Board of Education (28 May 1937 – 27 October 1938) – First Lord of the Admiralty (27 October 1938 – 3 September 1939) – Lord President of the Council (3 September 1939 – 10 May 1940) |
|          | The Viscount Caldecot                                                     | 14 May 1940       | 3 October 1940    |                          | – Dominions Secretary |
|          | The Viscount Halifax                                                      | 3 October 1940    | 22 December 1940  |                          | – Foreign Secretary (21 February 1938 – 22 December 1940) |
|          | The Lord Lloyd                                                            | 22 December 1940  | 8 February 1941   |                          | – Colonial Secretary (12 May 1940 – 4 February 1941) |
|          | The Lord Moyne                                                            | 8 February 1941   | 22 February 1942  |                          | – Colonial Secretary |
|          | Viscount Cranborne (5th Marquess of Salisbury from 1947)                  | 21 February 1942  | 29 March 1957     | 1945–1951                | – Lord Keeper of the Privy Seal (21 February 1942 – 24 September 1943) – Colonial Secretary (21 February 1942 – 22 November 1942) – Dominions Secretary (24 September 1943 – 26 July 1945) – Lord Keeper of the Privy Seal (28 October 1951 – 7 May 1952) – Commonwealth Relations Secretary (12 March 1952 – 24 November 1952) – Lord President of the Council (25 November 1952 – 29 March 1957) |
|          | The Earl of Home                                                          | 29 March 1957     | 27 July 1960      |                          | – Commonwealth Relations Secretary (7 April 1955 – 27 July 1960) – Lord President of the Council (until 17 September 1957, from 14 October 1959) |
|          | The Viscount Hailsham                                                     | 27 July 1960      | 20 October 1963   |                          | – Lord President of the Council – Minister for Science (14 October 1959 – 20 October 1963) |
|          | The Lord Carrington                                                       | 20 October 1963   | 20 June 1970      | 1964–1970                | – Minister without Portfolio (20 October 1963 – 16 October 1964) |
|          | The Earl Jellicoe                                                         | 20 June 1970      | 23 May 1973       |                          | – Lord Keeper of the Privy Seal |
|          | The Lord Windlesham                                                       | 23 May 1973       | 4 March 1974      |                          | – Lord Keeper of the Privy Seal |
|          | The Lord Carrington                                                       | 4 March 1974      | 4 May 1979        | 1974–1979                | – |
|          | The Lord Soames                                                           | 5 May 1979        | 14 September 1981 |                          | – Lord President of the Council |
|          | The Baroness Young                                                        | 14 September 1981 | 11 June 1983      |                          | – Chancellor of the Duchy of Lancaster (14 September 1981 – 7 April 1982) – Lord Keeper of the Privy Seal (7 April 1982 – 11 June 1983) |
|          | The Viscount Whitelaw                                                     | 11 June 1983      | 10 January 1988   |                          | – Lord President of the Council |
|          | The Lord Belstead                                                         | 10 January 1988   | 28 November 1990  |                          | – Lord Keeper of the Privy Seal |
|          | The Lord Waddington                                                       | 28 November 1990  | 11 April 1992     |                          | – Lord Keeper of the Privy Seal |
|          | The Lord Wakeham                                                          | 11 April 1992     | 20 July 1994      |                          | – Lord Keeper of the Privy Seal |
|          | Viscount Cranborne (7th Marquess of Salisbury from 2003)                  | 20 July 1994      | 3 December 1998   | 1997–1998                | – Lord Keeper of the Privy Seal (20 July 1994 – 2 May 1997) |
|          | The Lord Strathclyde                                                      | 3 December 1998   | 7 January 2013    | 1998–2010                | – Chancellor of the Duchy of Lancaster (12 May 2010 – 7 January 2013) |
|          | The Lord Hill of Oareford                                                 | 7 January 2013    | 15 July 2014      |                          | – Chancellor of the Duchy of Lancaster |
|          | The Baroness Stowell of Beeston                                           | 15 July 2014      | 14 July 2016      |                          | – Lord Keeper of the Privy Seal |
|          | The Baroness Evans of Bowes Park                                          | 14 July 2016      | 6 September 2022  |                          | – Lord Keeper of the Privy Seal |
|          | The Lord True                                                             | 6 September 2022  | Incumbent         |                          | – Lord Keeper of the Privy Seal |

### Líderes na Câmara dos Comuns (1834-1922)
Os asteriscos foram considerados o líder geral do partido.
- Sir Robert Peel : 18 de dezembro de 1834 [a] – 1846*
- Lord George Bentinck : 1846-1847
- O Marquês de Granby : 9 de fevereiro de 1848 - 4 de março de 1848, eleito em uma reunião do partido
- Nenhum: 1848–1849
- Conjuntamente Benjamin Disraeli, o Marquês de Granby, e John Charles Herries : 1849-1852, [b] eleito em uma reunião do partido
- Benjamin Disraeli : 1852 – 21 de agosto de 1876 (líder geral de 27 de fevereiro de 1868)
- Sir Stafford Northcote : 21 de agosto de 1876 - 24 de junho de 1885, nomeado pelo primeiro-ministro Beaconsfield
- Sir Michael Hicks Beach : 24 de junho de 1885 - 3 de agosto de 1886, nomeado pelo primeiro-ministro Salisbury
- Lord Randolph Churchill : 3 de agosto de 1886 - 14 de janeiro de 1887, nomeado pelo primeiro-ministro Salisbury
- William Henry Smith : 17 de janeiro de 1887 - 6 de outubro de 1891, nomeado pelo primeiro-ministro Salisbury
- Arthur Balfour : 1891 – 13 de janeiro de 1906, [c] nomeado pelo primeiro-ministro Salisbury (líder geral de 1902)
- Joseph Chamberlain : 1906
- Arthur Balfour : 1906 – 13 de novembro de 1911*
- Lei Bonar : 13 de novembro de 1911 - 21 de março de 1921, eleito em uma reunião do partido (líder geral de 1916)
- Austen Chamberlain : 21 de março de 1921 - 23 de outubro de 1922, eleito em uma reunião do partido

## Eleições de líderes conservadores por reunião do partido

### Câmara dos Comuns
| #  | Date of meeting  | Name of leader elected | Category attending meeting | Location of meeting                           | Chair                                                                           | Proposer                         | Seconder | Refs        |
| -- | ---------------- | ---------------------- | --- | --------------------------------------------- | ------------------------------------------------------------------------------- | -------------------------------- | --- | ----------- |
| 1  | 9 February 1848  | The Marquess of Granby | Protectionist commoners | Residence of George Bankes                    | —                                                                               | —                                | — | [ 7 ] [ 8 ] |
| 2  | 1 February 1849  | Benjamin Disraeli      | — | Residence of the Lord Stanley of Bickerstaffe | —                                                                               | —                                | — | [ 9 ]       |
| 2  | 1 February 1849  | The Marquess of Granby | — | Residence of the Lord Stanley of Bickerstaffe | —                                                                               | —                                | — | [ 9 ]       |
| 2  | 1 February 1849  | John Charles Herries   | — | Residence of the Lord Stanley of Bickerstaffe | —                                                                               | —                                | — | [ 9 ]       |
| 3  | 13 November 1911 | Bonar Law              | Unionist Members of Parliament | Carlton Club, Pall Mall                       | Henry Chaplin, senior Privy Councillor on the Unionist benches (appointed 1885) | Walter Long                      | Austen Chamberlain | [ 10 ]      |
| 4  | 21 March 1921    | Austen Chamberlain     | Unionist Members of Parliament | Carlton Club, Pall Mall                       | Lord Edmund Talbot, Conservative Chief Whip                                     | Captain Ernest George Pretyman   | Sir Edward Coates: "a back bencher and one of the rank and file"                                                                                        | [ 11 ]      |
| 5  | 23 October 1922  | Bonar Law              | Unionist peers, MPs, and candidates | Hotel Cecil, The Strand                       | The Marquess Curzon of Kedleston, Leader of the House of Lords                  | The Marquess Curzon of Kedleston | Stanley Baldwin: "chosen ... to be the spokesman for the House of Commons"                                                                              | [ 12 ]      |
| 6  | 28 May 1923      | Stanley Baldwin        | "Conservative Party" | Hotel Cecil, The Strand                       | The Marquess Curzon of Kedleston, Leader of the House of Lords                  | The Earl of Derby                | Captain Ernest George Pretyman: "a member of the House of Commons who [had] been a colleague in that House of Mr Bonar Law for something over 25 years" | [ 13 ]      |
| 7  | 31 May 1937      | Neville Chamberlain    | "peers and MPs who receive the Conservative whip, ... prospective candidates who have been adopted by constituency associations, and ... members of the executive committee of the National Union of Conservative and Unionist associations from England and Wales, Scotland and Northern Ireland."                                                 | Caxton Hall, Caxton Street                    | The Viscount Halifax, Leader of the House of Lords                              | The Earl of Derby                | Winston Churchill (Privy Councillor since 1907) | [ 14 ]      |
| 8  | 9 October 1940   | Winston Churchill      | "Peers and MPs who receive the Conservative whip, ... prospective candidates who have been adopted by constituency associations, and ... members of the Executive Committee of the National Union of Conservative and Unionist Associations from England and Wales, Scotland and Northern Ireland."                                                 | London                                        | The Viscount Halifax, Leader of the House of Lords                              | The Viscount Halifax             | Sir George Courthope: "one of the senior back benchers of the party"                                                                                    | [ 15 ]      |
| 9  | 21 April 1955    | Sir Anthony Eden       | "Conservative and National Liberal members of the two Houses of Parliament, Conservative and National Liberal parliamentary candidates and members of the executive committee of the National Union of Conservative and Unionist Associations" | Church House, Dean's Yard, Westminster        | The Marquess of Salisbury, Leader of the House of Lords                         | The Marquess of Salisbury        | Rab Butler (Privy Councillor since 1939) | [ 16 ]      |
| 10 | 22 January 1957  | Harold Macmillan       | "Conservative and Unionist members of the House of Lords and the House of Commons, ... prospective parliamentary candidates and ... members of the executive committee of the National Union of Conservative and Unionist Associations. National Liberal members of both Houses of Parliament and adopted prospective candidates were also present" | —                                             | The Marquess of Salisbury, Leader of the House of Lords                         | The Marquess of Salisbury        | Rab Butler (Privy Councillor since 1939) | [ 17 ]      |
| 11 | 11 November 1963 | Sir Alec Douglas-Home  | "members of both Houses of Parliament taking the Conservative whip, prospective candidates who [had] been adopted by constituency associations, members of the executive of the mass party, and National Liberal MPs and adopted prospective candidates"                                                                                            | Church House, Dean's Yard, Westminster        | The Lord Carrington, Leader of the House of Lords                               | The Lord Carrington              | Geoffrey Lloyd: "the senior Conservative Privy Councillor in the Commons next in line to Sir Winston Churchill" (appointed 1943)                        | [ 18 ]      |

### Câmara dos Lordes
| # | Date of meeting  | Name of leader elected           | Category attending meeting                 | Location of meeting                      | Chair                       | Proposer                  | Seconder          | Notes  |
| - | ---------------- | -------------------------------- | ------------------------------------------ | ---------------------------------------- | --------------------------- | ------------------------- | ----------------- | ------ |
| 1 | 9 March 1846     | The Lord Stanley of Bickerstaffe | Peers                                      | Residence of the Duke of Richmond        | The Earl of Eglinton        | —                         | —                 | [ 19 ] |
| 2 | 15 February 1869 | The Earl Cairns                  | 23 peers                                   | —                                        | The Earl of Malmesbury      | The Earl of Malmesbury    | —                 | [ 20 ] |
| 3 | 26 February 1870 | The Duke of Richmond             | Peers                                      | Carlton Club                             | —                           | The Marquess of Salisbury | The Earl of Derby | [ 21 ] |
| 4 | 9 May 1881       | The Marquess of Salisbury        | Conservative members of the House of Lords | Residence of the Marquess of Abergavenny | The Marquess of Abergavenny | The Duke of Richmond      | The Earl Cairns   | [ 22 ] |